# Ludwika Lotaryńska
Ludwika Lotaryńska, fr. Louise de Lorraine-Vaudémont (ur. 30 kwietnia 1553, w Nomeny, zm. 29 stycznia 1601, w Moulins) – królowa Francji, tytularna królowa Polski, małżonka Henryka III Walezego, księżna Mercoeur.
Córka Mikołaja Lotaryńskiego (stryja księcia Lotaryngii Karola III) i Małgorzaty von Egmond.
Swojego przyszłego męża zobaczyła po raz pierwszy w 1574. Henryk, wtedy jeszcze książę Andegawenii, został dopiero co wybrany na króla Polski i w drodze do swojej nowej ojczyzny odwiedził kuzyna Ludwiki – Karola III, księcia Lotaryngii (męża Klaudii de Valois – siostry Henryka). Henrykowi spodobała się Ludwika, która była piękną blondynką i dodatkowo należała do przyjaciółek Marii de Cléves – żony Henryka I Burbona, księcia de Condé, a kochanki Henryka, kiedy był księciem Andegawenii. Henryk zapamiętał Ludwikę, kiedy opuścił Lotaryngię.
Po śmierci króla Karola IX, Henryk odziedziczył tron jako Henryk III i opuścił Polskę. Najpierw chciał rozwieść Marię z jej mężem i ją uczynić królową Francji. Maria zmarła jednak na infekcję płuc, a Henryk po okresie żałoby, postanowił ożenić się z Ludwiką. Zdecydował tak na przekór radom swojej matki. Ślub Ludwiki i Henryka III miał miejsce w katedrze w Reims, 15 lutego 1575 – dwa dni po jego koronacji na króla. Ślubu udzielił im kardynał Karol de Burbon.
Para nie miała potomstwa. Po kilku poronieniach (pierwsze miało miejsce wiosną 1576) Ludwika nie mogła mieć dzieci.
W 1589 Ludwika odziedziczyła zamek Chenonceau nad rzeką Cher. Właśnie w tym zamku dowiedziała się 2 sierpnia, że jej mąż został zamordowany. Pogrążyła się w wielkiej rozpaczy i do końca życia mieszkała w Chenonceau, nosząc żałobę. Kazała nawet zmienić tapety w swojej sypialni na czarne.
Zmarła w Moulins, Allier w 1601 i została pochowana w klasztorze kapucynów. W 1617 jej szczątki zostały przeniesione do bazyliki Saint Denis, gdzie do czasu rewolucji francuskiej spoczywały szczątki królów Francji, w tym i jej męża.